# 並木 (さいたま市)
並木（なみき）は、埼玉県さいたま市岩槻区の町丁。現行行政地名は並木一丁目および並木二丁目。住居表示実施地区。郵便番号は339-0068。

## 地理
さいたま市岩槻区の中部に位置する。東北自動車道、東武野田線、綾瀬川に囲まれた南北に長い地域である。地区内には主に戸建住宅地やマンションが建ち並ぶ。

### 地価
住宅地の地価は、2018年（平成30年）1月1日の公示地価によれば、並木一丁目9番8号の地点で7万9000円/m2となっている。

## 歴史
- 1991年（平成3年）10月7日：住居表示実施により、岩槻市大字加倉の一部から並木一丁目・二丁目が成立。
- 2005年（平成17年）4月1日：岩槻市がさいたま市に編入合併され、同市岩槻区の町丁となる。

## 世帯数と人口
2017年（平成29年）10月1日時点の世帯数と人口は、以下のとおりである。
| 丁目       | 世帯数    | 人口    |
| ---------- | --------- | ------- |
| 並木一丁目 | 745世帯   | 1,607人 |
| 並木二丁目 | 574世帯   | 1,371人 |
| 計         | 1,319世帯 | 2,978人 |

## 小・中学校の学区
市立小・中学校に通う場合、学区（校区）は以下のとおりとなる。
| 丁目       | 区域 | 小学校                 | 中学校                 |
| ---------- | ---- | ---------------------- | ---------------------- |
| 並木一丁目 | 全域 | さいたま市立西原小学校 | さいたま市立西原中学校 |
| 並木二丁目 | 全域 | さいたま市立西原小学校 | さいたま市立西原中学校 |

## 交通

### 鉄道
地内に鉄道路線は通っていない。最寄り駅は、全域が東武野田線（東武アーバンパークライン）の岩槻駅であり、並木一丁目9番8号の地点から約1.2 kmの位置にある。

### 乗合タクシー
さいたま市岩槻区並木・加倉地区乗合タクシー「らくらく号」が運行されている。
- 緑色のルート：エクレール一番館 - 加倉住宅 - 高橋医院前 - 岩槻駅西口
- 橙色のルート：エクレール四番館 - 加倉住宅 - 加倉坂下 - 高橋医院前 - ヤオコー岩槻西町店 - 岩槻駅西口 - 丸山記念総合病院
  - いずれもさいたま福祉サービス（小原交通）が運行

### 道路
- 東北自動車道
- 国道122号蓮田岩槻バイパス

## 施設
- 東京電力パワーグリッド加倉変電所
- 並木町自治会館
- 岩槻スカイハイツ
- 並木下団地
- 並木第一公園
- 並木第二公園
- 並木下公園